# Kvarntjärnen (Svärdsjö socken, Dalarna)
Kvarntjärnen är en sjö i Falu kommun i Dalarna och ingår i Dalälvens huvudavrinningsområde. Sjön är 6,5 meter djup, har en yta på 0,124 kvadratkilometer och är belägen 178,3 meter över havet. Vid provfiske har abborre, karpfisk (obestämd) och mört fångats i sjön.

## Delavrinningsområde
Kvarntjärnen ingår i det delavrinningsområde (673522-149665) som SMHI kallar för Mynnar i Kvarnbäcken. Medelhöjden är 192 meter över havet och ytan är 7,56 kvadratkilometer. Det finns ett avrinningsområde uppströms, och räknas det in blir den ackumulerade arean 17,56 kvadratkilometer. Vattendraget som avvattnar avrinningsområdet har biflödesordning 4, vilket innebär att vattnet flödar genom totalt 4 vattendrag innan det når havet efter 235 kilometer. Avrinningsområdet består mestadels av skog (75 procent) och jordbruk (12 procent). Avrinningsområdet har 0,12 kvadratkilometer vattenytor vilket ger det en sjöprocent på 1,6 procent.